# Estádio de Hóquei do Olympic Green
O Estádio de Hóquei do Olympic Green é uma das nove instalações temporárias que foram usadas nos Jogos Olímpicos de Verão de 2008, nos quais sediou as competições de hóquei sobre a grama.

## Detalhes da obra
- Tipo: temporário
- Área total: 15.539 m²
- Assentos fixos: 0
- Assentos temporários: 17.000
- Início das obras: 28 de dezembro de 2005